# Ласо
Аркан пренасочва насам.  За командира на Сръбската доброволческа гвардия вижте Желко Ражнатович.
Ласото (наричано още аркан) е въже, завършващо с клуп (примка), създадено за залавяне на животни с хвърляне и действащо със затягане. Известно оръжие и инструмент на каубоите в САЩ и Мексико и гаучосите в Южна Америка.
Ласото е използвано в древни времена от татарите.
Арканът е вид ръчно българско метателно оръжие използвано през Първото и Второто българско царство. Хвърля се на разстояние 20 – 25 м., като примката на въжето може да е прикрепена към дълъг прът.
В родеото ласото се използва широко като категория и атракция.
Най-известният майстор на ласото е легендарният каубой Уил Роджърс – изпълнител на трикове с ласо.